# Rugby 7 femenino en los Juegos del Pacífico 2019
El Rugby 7 femenino en los Juegos del Pacífico 2019 se jugó entre el 12 y 13 de julio de 2019 en el Estadio Marista de Apia y participaron 8 selecciones de Oceanía.
Fiyi venció en la final a Australia para ganar la medalla de oro.

## Desarrollo

### Grupo A
| Pos. | Equipo          | Encuentros | Encuentros | Encuentros | Encuentros | Tantos  | Tantos    | Tantos     | Puntos |
| Pos. | Equipo          | jugados    | ganados    | empatados  | perdidos   | a favor | en contra | diferencia | Puntos |
| ---- | --------------- | ---------- | ---------- | ---------- | ---------- | ------- | --------- | ---------- | ------ |
| 1    | Australia       | 3          | 3          | 0          | 0          | 144     | 0         | 144        | 9      |
| 2    | Samoa           | 3          | 2          | 0          | 1          | 61      | 38        | 23         | 7      |
| 3    | Nueva Caledonia | 3          | 1          | 0          | 2          | 29      | 70        | -41        | 5      |
| 4    | Samoa Americana | 3          | 0          | 0          | 3          | 5       | 131       | -126       | 3      |

### Grupo B
| Pos. | Equipo             | Encuentros | Encuentros | Encuentros | Encuentros | Tantos  | Tantos    | Tantos     | Puntos |
| Pos. | Equipo             | jugados    | ganados    | empatados  | perdidos   | a favor | en contra | diferencia | Puntos |
| ---- | ------------------ | ---------- | ---------- | ---------- | ---------- | ------- | --------- | ---------- | ------ |
| 1    | Fiyi               | 3          | 3          | 0          | 0          | 138     | 5         | 133        | 9      |
| 2    | Papúa Nueva Guinea | 3          | 2          | 0          | 1          | 105     | 38        | 67         | 7      |
| 3    | Nauru              | 3          | 1          | 0          | 2          | 27      | 105       | -78        | 5      |
| 4    | Islas Salomón      | 3          | 0          | 0          | 3          | 0       | 122       | -122       | 3      |

#### Copa de plata
|  | Copa de plata   | Copa de plata   | Copa de plata |       |                 | Quinto puesto   | Quinto puesto   | Quinto puesto  |  |
|  |                 |                 |               |       |                 |                 |                 |                |  |
|  |                 |                 |               |       |                 |                 |                 |                |  |
|  | Nueva Caledonia | Nueva Caledonia | 15            |       |                 |                 |                 |                |  |
|  | Nueva Caledonia | Nueva Caledonia | 15            |       |                 |                 |                 |                |  |
|  | Islas Salomón   | Islas Salomón   | 10            |       |                 |                 |                 |                |  |
|  | Islas Salomón   | Islas Salomón   | 10            |       | Nueva Caledonia | Nueva Caledonia | 19              |                |  |
|  |                 |                 |               |       | Nueva Caledonia | Nueva Caledonia | 19              |                |  |
|  |                 |                 | Nauru         | Nauru | 12              |                 |                 |                |  |
|  | Nauru           | Nauru           | Nauru         | Nauru | 12              | 22              |                 |                |  |
|  | Nauru           | Nauru           |               |       |                 | 22              |                 |                |  |
|  | Samoa Americana | Samoa Americana | 5             |       |                 | Séptimo puesto  | Séptimo puesto  | Séptimo puesto |  |
|  | Samoa Americana | Samoa Americana | 5             |       |                 | Séptimo puesto  | Séptimo puesto  | Séptimo puesto |  |
|  |                 |                 |               |       |                 |                 |                 |                |  |
|  |                 |                 |               |       |                 | Islas Salomón   | Islas Salomón   | 19             |  |
|  |                 |                 |               |       |                 | Islas Salomón   | Islas Salomón   | 19             |  |
|  |                 |                 |               |       |                 | Samoa Americana | Samoa Americana | 5              |  |
|  |                 |                 |               |       |                 | Samoa Americana | Samoa Americana | 5              |  |
|  |                 |                 |               |       |                 |                 |                 |                |  |

#### Copa de oro
|  | Cuartos de final   | Cuartos de final   | Cuartos de final   |                    |           | Semifinales | Semifinales | Semifinales |                    |                    | Copa         | Copa         | Copa |  |
|  |                    |                    |                    |                    |           |             |             |             |                    |                    |              |              |      |  |
|  |                    |                    |                    |                    |           |             |             |             |                    |                    |              |              |      |  |
|  | Australia          | Australia          | 50                 |                    |           |             |             |             |                    |                    |              |              |      |  |
|  | Australia          | Australia          | 50                 |                    |           |             |             |             |                    |                    |              |              |      |  |
|  | Islas Salomón      | Islas Salomón      | 0                  |                    |           |             |             |             |                    |                    |              |              |      |  |
|  | Islas Salomón      | Islas Salomón      | 0                  |                    | Australia | Australia   | 31          |             |                    |                    |              |              |      |  |
|  |                    |                    |                    |                    | Australia | Australia   | 31          |             |                    |                    |              |              |      |  |
|  |                    |                    | Papúa Nueva Guinea | Papúa Nueva Guinea | 7         |             |             |             |                    |                    |              |              |      |  |
|  | Papúa Nueva Guinea | Papúa Nueva Guinea | Papúa Nueva Guinea | Papúa Nueva Guinea | 7         | 40          |             |             |                    |                    |              |              |      |  |
|  | Papúa Nueva Guinea | Papúa Nueva Guinea |                    |                    |           |             |             |             |                    |                    |              |              |      |  |
|  | Nueva Caledonia    | Nueva Caledonia    | 0                  |                    |           |             |             |             |                    |                    |              |              |      |  |
|  | Nueva Caledonia    | Nueva Caledonia    | 0                  |                    |           |             |             |             |                    | Australia          | Australia    | 5            |      |  |
|  |                    |                    |                    |                    |           |             |             |             |                    | Australia          | Australia    | 5            |      |  |
|  |                    |                    | Fiyi               | Fiyi               | 14        |             |             |             |                    |                    |              |              |      |  |
|  | Fiyi               | Fiyi               | Fiyi               | Fiyi               | 14        | 59          |             |             |                    |                    |              |              |      |  |
|  | Fiyi               | Fiyi               |                    |                    |           |             |             |             |                    |                    |              |              |      |  |
|  | Samoa Americana    | Samoa Americana    | 0                  |                    |           |             |             |             |                    |                    |              |              |      |  |
|  | Samoa Americana    | Samoa Americana    | 0                  |                    | Fiyi      | Fiyi        | 31          |             |                    | Tercer lugar       | Tercer lugar | Tercer lugar |      |  |
|  |                    |                    |                    |                    | Fiyi      | Fiyi        | 31          |             |                    | Tercer lugar       | Tercer lugar | Tercer lugar |      |  |
|  |                    |                    | Samoa              | Samoa              | 0         |             |             |             |                    |                    |              |              |      |  |
|  | Samoa              | Samoa              | Samoa              | Samoa              | 0         | 41          |             |             | Papúa Nueva Guinea | Papúa Nueva Guinea | 28           |              |      |  |
|  | Samoa              | Samoa              |                    |                    |           |             |             |             | Papúa Nueva Guinea | Papúa Nueva Guinea | 28           |              |      |  |
|  | Nauru              | Nauru              | 5                  |                    |           |             |             |             |                    |                    | Samoa        | Samoa        | 12   |  |
|  | Nauru              | Nauru              | 5                  |                    |           |             |             |             |                    |                    | Samoa        | Samoa        | 12   |  |
|  |                    |                    |                    |                    |           |             |             |             |                    |                    |              |              |      |  |